# Jasikovica
Jasikovica är ett berg i Bosnien och Hercegovina.   Det ligger i entiteten Federationen Bosnien och Hercegovina, i den centrala delen av landet, 30 km väster om huvudstaden Sarajevo. Toppen på Jasikovica är 1 253 meter över havet, eller 474 meter över den omgivande terrängen. Bredden vid basen är 7,7 km. Jasikovica ingår i Citonja.
Terrängen runt Jasikovica är huvudsakligen kuperad, men västerut är den bergig.Närmaste större samhälle är Gromiljak, 5,8 km öster om Jasikovica.
I omgivningarna runt Jasikovica växer i huvudsak lövfällande lövskog. Runt Jasikovica är det ganska tätbefolkat, med 93 invånare per kvadratkilometer.